# 佐藤一郎 (コンピューターサイエンス研究者)
佐藤一郎（さとう いちろう）は、日本のコンピューターサイエンス研究者。国立情報学研究所副所長・情報社会相関系教授、総合研究大学院大学複合科学研究科情報学専攻教授併任。日本学術会議連携会員。博士（工学） (計算機科学専攻、慶應義塾大学、1996年)。

## 略歴
- 1991年、慶應義塾大学理工学部電気工学科卒業。
- 1993年、慶應義塾大学理工学研究科大学院計算機科学専攻前期博士課程修了。
- 1996年、慶應義塾大学理工学研究科大学院計算機科学専攻後期博士課程修了。博士（工学）。論文名は「Time and Asynchrony in Distributed Computing(分散計算における時間と非同期性に関する研究)」。
- 1996年、お茶の水女子大学理学部情報科学科助手。
- 1998年、お茶の水女子大学理学部情報科学科助教授。
- 2001年、国立情報学研究所ソフトウェア研究系助教授。
- 2002年、総合研究大学院大学複合科学研究科助教授併任。
- 2006年、国立情報学研究所アーキテクチャ科学研究系教授、総合研究大学院大学複合科学研究科教授併任。
- 2017年、国立情報学研究所副所長・情報社会相関系教授、総合研究大学院大学複合科学研究科教授併任。
- 2019年、仮面ライダーゼロワンにAI技術アドバイザーとして参加[1][2]。

この間、学外では日本学術振興会特別研究員（1993年 - 1996年）、ランク・ゼロックス客員研究員（1994年 - 1995年）、科学技術振興事業団「さきがけ研究21（「情報と知」領域）」研究員（1999年 - 2002年）を務める。

## 研究
専門は分散システム、プログラミング言語、ネットワーク。分散システム研究を核とし、ICタグ、ビッグデータ、クラウドといったテーマに対して具体的、実践的な提言、提案を行っている。
プログラミング言語研究の応用としては、『CO2削減のための物流トラック経路記述・選択』として、トラック経路を記述するプログラミング言語設計により輸送を効率化し、CO2排出量削減を可能にする研究結果を発表（2008年5月、国立情報学研究所）。
ICタグを利用した研究では、上記研究と合わせ、国立情報学研究所、凸版印刷、日本ユニシス、セブン&アイ・ホールディングスの4団体・企業により設立されたコンソーシアム「サプライチェーン環境貢献技術検討協議会」により、個人レベルのCO2排出量取引に関する実証実験を行った。（実験に際しポッカコーポレーション、三菱UFJリース（当時）が参加。） これはICタグやバーコードをCO2排出権の一種の「有価証券」と見なし、これらを貼り付けた排出権付き商品を購入した消費者がICタグやバーコードを店舗に持ち込むことにより、排出権が購入者の排出権口座に移転する、との方式による試みである。現状の排出量取引は、取引単位の大きさや取引の煩雑さから一部の大手企業に限られているが、この方式を採ることにより小口、個人レベルでの取引を実現可能にするとしている。佐藤はこの排出量取引の研究、提案を行い、実証実験の全体設計、スキームを担当、コンソーシアム各団体・企業は運営を分担した。実証実験は2011年2月に2週間の期間を設け、イトーヨーカ堂アリオ北砂店（東京都江東区）で実施された。尚、この取組は消費者向けの排出量取引に関する世界初の実証実験になると発表されている。
2012年2月の実証実験では二酸化炭素（CO2）排出権を割り当てたバレンタインデーのメッセージカードが、そごう横浜店で販売された。排出量取引で東日本大震災の復興支援と環境貢献を両立させる試みで、カードを受け取った人は排出権を復興支援団体に寄贈することにより、CO2の削減を支援できる仕組みとなる。
公的職務（国家行政関連）としては、2013年9月より内閣官房内の高度情報通信ネットワーク社会推進戦略本部（IT戦略本部）で開催される「パーソナルデータに関する検討会」委員となっており、同検討会「技術検討ワーキンググループ」の主査（各会合の座長）を務めている。検討会においては、ビッグデータ上のパーソナルデータ利活用拡大に伴なって急務とされる、個人情報保護法の改正に向けた分析を技術的な面から行なっている。個人情報の定義を個人が特定されるものから特定されないものまでの段階に分け、単独では個人が特定されない情報であっても複数の情報を重ねることによって特定に至るケースでは情報の加工による匿名化措置を講ずる等、ルール作りの検討を行なっている。
専門および周辺領域に関する発言は国内外の講演・会議やWEB上での発信、およびメディア取材・出演等において行われている。

## 受賞歴
- 平成7年度情報処理学会 論文誌論文賞受賞
- 平成10年度日本ソフトウェア科学会 高橋奨励賞受賞
- 平成11年度情報処理学会 山下記念研究賞
- 平成18年度科学技術分野 文部科学大臣表彰 若手科学者賞

## 著書
- 『IDの秘密 (丸善ライブラリー―情報研シリーズ)』（丸善出版、 2012年）

## 連載
- ダイヤモンド・オンライン／気鋭のコンピュータサイエンス研究者が社会を読み解く「佐藤一郎のパースペクティブ」[13]（2013年4月9日～）

## 論文
- Ichiro Satoh: "Rapidly Building Multimedia Management Interfaces for Ubiquitous Computing", to appear in Proceedings of 1st International Conference on Advances in Multimedia (MMEDIA 2009), IEEE Computer Society, July (2009).

上記の他、佐藤一郎「論文リスト」を参照。

## 所属学会
- 日本ソフトウェア科学会
- 情報処理学会
- 電子情報通信学会
- IEEE
- ACM